# Solanum tredecimgranum
Solanum tredecimgranum är en potatisväxtart som beskrevs av Friedrich August Georg Bitter. Solanum tredecimgranum ingår i släktet skattor som ingår i familjen potatisväxter. Inga underarter finns listade i Catalogue of Life.